# Federação Marfinense de Futebol
A Federação Marfinense de Futebol (em francês: Fédération Ivoirienne de Football, ou FIF) é o orgão dirigente do futebol na Costa do Marfim. Ela é filiada à FIFA, CAF e à WAFU. Ela é a responsável pela organização dos campeonatos disputados no país, bem como da Seleção Nacional masculina e da feminina.